# کوببول
کوببول (به انگلیسی: Cubebol) با فرمول شیمیایی C۱۵H۲۶O یک ترکیب شیمیایی با شناسه پاب‌کم ۱۱۲۷۶۱۰۷ است. که جرم مولی آن ۲۲۲٫۳۷ g/mol است. 